# Симфония № 3 (Малер)
Симфония № 3 ре минор — сочинение австрийского композитора Густава Малера, законченное в 1896 году и впервые исполненное под управлением автора 9 июня 1902 года.

## Замысел симфонии и история создания
Третью симфонию Малер пишет в течение 1895—1896 годов. Сразу после завершения Второй симфонии, в которой дается утвердительный ответ на вопрос о возможности личного бессмертия, композитор принимается за работу над новой симфонией. В её основе — грандиозная философская концепция неумирающей жизни Всего, идея о неисчерпаемости творческой силы природы. В письме своему другу Фридриху Лёру от 29 августа 1895 года Малер говорит о своем новом сочинении как о музыкальной поэме, которая объемлет все ступени развития в постепенном нарастании. Все «начинается от безжизненной природы и поднимается до божественной любви».
Воплотить в музыке иерархическую структуру бытия, начав с низшей ступени (безжизненной природы) — такова была первоначальная задумка композитора. О намерении Малера назвать первую часть симфонии «Что мне рассказывают скалистые горы» сообщает в своих воспоминаниях Бруно Вальтер. В конечном итоге Малер отказался от этой идеи. Бездна, порождающая все живое в его многообразии, сама не может быть мертвой и безжизненной. Поэтому в окончательном варианте симфонии безмолвные скалы уступают место торжественному шествию Лета в облике Пана, Диониса, Вакха. «Лето задумано как победитель, шагающий среди всего, что растет и цветет, ползает и порхает, тоскует и мечтает, — и наконец, среди того, о чём мы лишь догадываемся (ангелы — колокола — трансцендентальное)». Малер поясняет, что все лучи бытия сходятся воедино, и это Единое есть парящая над всем вечная любовь. По мнению И. А. Барсовой, истоки философской концепции Малера восходят к пантеизму в духе Спинозы и Гёте, а также к средневековому учению о божественном мироздании, порядке, градации всего сущего.
Как отмечает И. И. Соллертинский, Третья симфония развертывает романтическую космогонию (становление Вселенной) — от пробуждения природы от зимнего сна (первая часть), и жизни цветов (менуэт из второй части), к животному миру (скерцо третьей части с почтовым рогом за сценой) и, наконец, человеку (четвертая часть), ангелам (пятая часть) и вселенской любви (оркестровое адажио в финале).
Из идеи о восходящей последовательности возникла программа симфонии. По первоначальному замыслу, она должна была состоять из 7 частей:
1. Лето шествует вперед
2. Что рассказывают мне цветы на лугу
3. Что рассказывают мне звери в лесу
4. Что рассказывает мне человек (ночь, контральто соло)
5. Что рассказывают мне ангелы (утренние колокола)
6. Что рассказывает мне любовь
7. Что рассказывает мне ребенок (небесная жизнь)[4]

В итоговом варианте симфонии последняя часть («Что рассказывает мне ребёнок») отсутствует. Её музыкальный материал, как и собственно текст — «Небесная жизнь» (нем. Das himmische Leben) из «Волшебного рога мальчика», — вошёл в финал Четвертой симфонии. Кроме того, Малер отказался давать заголовки частям, предпочитая не раскрывать программу слушателям.
Философская концепция симфонии, центральным мотивом которой является вечное рождение иерархически организованного сущего из глубин природы, указывает и на другие источники вдохновения для Малера. Ещё в Гамбурге в 1891 году Малер испытал сильное эмоциональное потрясение от глубокого изучения произведений Фридриха Ницше. Идеи Ницше о дуализме дионисийского (стихийного, природного) и аполлонического (искусственного, культурного) начал оказали заметное влияние на философское содержание Третьей симфонии. Показательно замечание Малера в одном из писем:

Большинство людей, говоря о «природе», думают всегда о цветах, птичках и лесном аромате и т. д. Бога Диониса, великого Пана не знает никто. Итак, вот Вам уже своего рода программа, то есть пример того, как я сочиняю музыку. Всюду и везде она — только голос природы.— Письмо Рихарду Батке от 18 февраля 1896 года.
Ещё одним источником вдохновения послужила живопись художников-символистов конца XIX века, главным образом Арнольда Бёклинa. К. К. Розеншильд проводит параллель между картиной Бёклина «Пробуждение весны» («Флора, цветы рассыпающая») и Третьей симфонией: «Тела Пана с цевницей, увитого гирляндою цветов, и его полуобнаженной спутницы справа выписаны в нарочито отягощенных формах: природа пробуждается и расцветает во плоти, во всей материальности своей субстанции».

## Структура симфонии

### Первая часть. Приход лета
Скрипачка Натали Бауэр-Лехнер, которая провела лето 1895 года вместе с семьей Малера в Штайнбахе, передает в своем дневнике слова композитора о первой части симфонии: «Прелюдия должна носить название „Лето шествует вперед“. Для неё мне нужен будет полковой оркестр… Разумеется, дело не обходится без баталии с противником — с зимой. Но её легко разбивают наголову, и лето во всей своей силе и мощи забирает в руки самодержавную власть. Эта часть, введение, будет совершенно причудливой». Советский музыковед И. И. Соллертинский усматривал в этой части гигантское шествие, которое начинается «рельефной темой восьми валторн в унисон, с трагическими взлётами, с нагнетаниями, доводимыми до кульминационных пунктов нечеловеческой силы, с патетическими речитативами валторн или солирующих тромбонов…»

### Четвёртая часть. Что мне рассказывает человек
O Mensch! Gib acht!

 Was spricht die tiefe Mitternacht?

 «Ich schlief, ich schlief -,

 Aus tiefem Traum bin ich erwacht: -

 Die Welt ist tief,

 Und tiefer als der Tag gedacht,

 Tief ist ihr Weh -,

 Lust — tiefer noch als Herzeleid:

 Weh spricht: Vergeh!

 Doch alle Lust will Ewigkeit -,

 — will tiefe, tiefe Ewigkeit!»
|

 О, внемли, друг!

 Что полночь тихо скажет вдруг?

 «Глубокий сон сморил меня, —

 Из сна теперь очнулась я:

 Мир — так глубок,

 Как день помыслить бы не смог.

 Мир — это скорбь до всех глубин,

 Но радость глубже бьет ключом:

 Скорбь шепчет: сгинь!

 А радость рвется в отчий дом, —

 В свой кровный, вековечный дом!».

### Пятая часть. Что мне рассказывают ангелы
Es sungen drei Engel einen süßen Gesang,

 mit Freuden es selig in dem Himmel klang.

 Sie jauchzten fröhlich auch dabei:

 daß Petrus sei von Sünden frei!

 Und als der Herr Jesus zu Tische saß,

 mit seinen zwölf Jüngern das Abendmahl aß,

 da sprach der Herr Jesus: «Was stehst du denn hier?

 Wenn ich dich anseh', so weinest du mir!»

 «Und sollt' ich nicht weinen, du gütiger Gott?

 Ich hab' übertreten die zehn Gebot!

 Ich gehe und weine ja bitterlich!

 Ach komm und erbarme dich über mich!»

 «Hast du denn übertreten die zehen Gebot,

 so fall auf die Knie und bete zu Gott!

 Liebe nur Gott in all Zeit!

 So wirst du erlangen die himmlische Freud'».

 Die himmlische Freud' ist eine selige Stadt,

 die himmlische Freud', die kein Ende mehr hat!

 Die himmlische Freude war Petro bereit’t,

 durch Jesum und allen zur Seligkeit.
|

 Три ангела пели сладостный напев,

 радостно и блаженно звенел он в небесах.

 Весело возвещали они о том,

 как Пётр освободился от грехов!

 Когда же Господь Иисус сидел за столом

 с двенадцатью апостолами своими и причащался,

 спросил он Петра: «Отчего ты стоишь здесь?

 Отчего, когда я взираю на тебя, ты плачешь?»

 «Я не могу не плакать, милостивый Боже!

 Десять заповедей преступил я!

 Вот иду я и горько рыдаю!

 Приди и сжалься надо мною!».

 «Коль преступил ты десять заповедей,

 пади на колени и моли Бога!

 Бога лишь люби во все дни твои!

 Так снизойдет на тебя радость небесная.

 Радость небесная — град блаженный,

 Радость небесная, коей не будет боле конца!».

 Радость небесная чрез Иисуса озарила Петра

 и весь род людской ради вечного блаженства.

## Записи симфонии (избранная дискография)
Первую запись симфонии (концертную) осуществил в 1947 году Адриан Боулт с оркестром BBC. На сегодняшний день существует более 130 записей Третьей симфонии. Среди них записи таких выдающихся дирижеров, как Карл Шурихт, Эрих Лайнсдорф, Клаудио Аббадо, Леонард Бернстайн, Джордж Шолти, Клаус Теннштедт, Бернард Хайтинк, Саймон Рэттл, Лорин Маазель, Рикардо Шайи, Пьер Булез и др. Из отечественных дирижеров Третью симфонию записали Кирилл Кондрашин (1961, 1967, 1974), Евгений Светланов (1994), Валерий Гергиев (2007).

## Состав оркестра
Деревянные духовые
4 флейты
4 флейты-пикколо
4 гобоя
2 английских рожка
3 кларнета
бас-кларнет
2 кларнета-пикколо
4 фагота
контрафагот
Медные духовые
6 валторн
4 валторны вдали
6 труб
4 трубы вдали
4 тромбона
контрабасовая туба
Ударные инструменты
3 литавры
большой барабан
тарелки
тамтам высокий
тамтам низкий
треугольник
малый барабан
колокольчики
Струнная группа
первые скрипки
вторые скрипки
альты
виолончели
контрабасы
Вокальная группа
меццо-сопрано (соло)
детский хор
Другие инструменты
2 арфы
орган

## В театре
В 1974 году на музыку 4, 5 и 6 частей хореограф Морис Бежар создал одноактный балет «Что мне рассказывает любовь» (Опера Монте-Карло, Монако).
Полгода спустя на музыку этой симфонии хореограф Джон Ноймайер поставил свой балет «Третья симфония Густава Малера», положив тем самым начало своему многолетнему хореографическому циклу симфоний композитора. Премьера состоялась в Гамбурге 14 июня 1975 года в исполнении артистов Гамбургского балета; IV часть («Ночь)» для балерины и двух танцовщиков посвящена Джону Кранко и его труппе и впервые исполнена в Штутгарте в июле того же года (первая исполнительница — Марсия Хайде). В 2009 году балет вошёл в репертуар Парижской национальной оперы.